# L'uomo ombra (serie televisiva)
L'uomo ombra  (The Thin Man) è una serie televisiva statunitense in 72 episodi trasmessi per la prima volta nel corso di 2 stagioni dal 1957 al 1959. È basata sul romanzo giallo L'uomo ombra (1933) di Dashiell Hammett. I 72 episodi furono prodotti da MGM Television e messi in onda sulla NBC per due stagioni dal 1957 al 1959 il venerdì sera.
È una serie del genere commedia a sfondo giallo incentrata sui casi affrontati dall editore ed ex investigatore Nick Charles, che, con l'aiuto della moglie Nora, cerca di risolvere vari crimini.

## Trama
Nick (ex detective privato) e Nora Charles, una coppia di coniugi che abitano in un appartamento di Park Avenue a New York, giocano a fare i detective dilettanti, sempre accompagnati dal loro terrier Asta, risolvendo casi riguardanti il crimine.

## Personaggi
- Nick Charles (72 episodi, 1957-1959), interpretato da Peter Lawford
- Nora Charles (72 episodi, 1957-1959), interpretato da Phyllis Kirk
- Tenente Harry Evans (18 episodi, 1957-1959), interpretato da Jack Albertson
- Hazel (7 episodi, 1958-1959), interpretato da Patricia Donahue
- Beatrice Dane (4 episodi, 1958-1959), interpretato da Nita Talbot

### Guest star
Tra le  guest star: Jason Johnson, Kim Hamilton, Jean Durand, Juanita Moore, Peggy Maley, Amanda Randolph, Peter Chong, Hugh Sanders (I), Morris Ankrum, Burt Douglas, John Beradino, Carol Kelly, George Ramsey, Frances Osborne, Eddie Fetherston, Mary Young, Charles Lane, Anthony Warde, Paul E. Burns, James Seay, Veda Ann Borg, Benny Baker, Anne Neyland, Jennifer Lea, Barbara Lang, Gardner McKay, Gerry Gaylor, Don Burnett, Peggy Knudsen, Billy Gray.

## Produzione
La serie fu prodotta da Clarington Productions e MGM Television e girata negli studios della Metro-Goldwyn-Mayer a Culver City in California. Le musiche furono composte da Johnny Green e Pete Rugolo.

### Registi
Tra i registi sono accreditati:
- Oscar Rudolph in 8 episodi (1957-1958)
- Don Weis in 7 episodi (1959)
- William Asher in 3 episodi (1958)
- Andrew McCullough in 3 episodi (1959)
- Richard Kinon in 2 episodi (1958-1959)
- John Newland in 2 episodi (1958)

### Sceneggiatori
Tra gli sceneggiatori sono accreditati:
- Dashiell Hammett in 72 episodi (1957-1959)
- Devery Freeman in 5 episodi (1957-1958)
- Phil Davis in 4 episodi (1957-1958)
- Charles Hoffman in 4 episodi (1957-1958)
- Dwight Taylor in 2 episodi (1957)
- Michael Fessier in 2 episodi (1958-1959)
- Edmund L. Hartmann in 2 episodi (1959)

## Distribuzione
La serie fu trasmessa negli Stati Uniti dal 20 settembre 1957 al 28 agosto 1959 sulla rete televisiva NBC. In Italia è stata trasmessa con il titolo L'uomo ombra.
Alcune delle uscite internazionali sono state:
- negli Stati Uniti il 20 settembre 1957 (The Thin Man)
- nel Regno Unito il 22 dicembre 1957
- in Francia il 6 gennaio 1963  (Monsieur et Madame détective)
- in Finlandia (Pettävä Varjo vaaroissa)
- in Spagna (Ella, él y asta)
- in Argentina (Las aventuras de Nick Charles)
- in Italia (L'uomo ombra)

## Episodi
| Stagione         | Episodi | Prima TV USA |
| ---------------- | ------- | ------------ |
| Prima stagione   | 37      | 1957-1958    |
| Seconda stagione | 35      | 1958-1959    |